# Tacjana
Tacjana, Tacjanna – imię żeńskie pochodzenia rzymskiego; żeński odpowiednik męskiego imienia Tacjan utworzonego z rzymskiego przydomka Tatianus, który powstał z nazwy rzymskiego rodu Tatius (pol. Tacjusz) poprzez dodanie przyrostka -anus/ana oznaczającego przynależność, pochodzenie. Imię to było notowane w Polsce od średniowiecza na obszarze wschodniosłowiańskim, po raz pierwszy w 1411 roku, w formach Tacyjana, Tatyjana, Tetejana, Tetyjana, Tatyjanna, ze zdrobnieniami Tatja, Tac(z)a, Tańka = Tajka.
Jego rosyjskim odpowiednikiem jest forma Tatiana (Татьяна), w której imię to zyskało popularność w Rosji dzięki poematowi Eugeniusz Oniegin Aleksandra Puszkina – sam Puszkin w treści poematu podkreślił, że w Rosji Tatiana jest imieniem niezwykłym.

## Tacjana imieniny obchodzi
- 12 stycznia (dzień wspomnienia św. Tacjany z Rzymu)
- 18 sierpnia (dzień wspomnienia św. Tacjany z Amasei[4]).

Spotykana w niektórych kalendarzach data 25 stycznia wynika z daty wspomnienia św. Tacjany z Rzymu według liturgii prawosławnej (12/25 stycznia, tj. 12 stycznia, jako świętowana również na obszarze prawosławnym data śmierci św. Tacjany z Rzymu według kalendarza juliańskiego, przypada 25 stycznia według kalendarza gregoriańskiego).

## Znane osoby noszące imię Tacjana
- Tacjana z Rzymu (†226) – męczennica rzymska, święta katolicka i prawosławna.
- Tatiana Romanowa – święta prawosławna.
- Tatiana Afanasjewa-Ehrenfest
- Tathiana Garbin
- Tatiana Golovin
- Tatiana Grigorieva
- Tacciana Hołubiewa – białoruska polityczka
- Tatjana Kaszyrina – rosyjska sztangistka
- Taťána Kuchařová – czeska modelka
- Tacciana Kuchta – białoruska wioślarka
- Tatjana Kuzniecowa
- Tatjana Łysienko – rosyjska lekkoatletka specjalizująca się w rzucie młotem, była rekordzistka świata w tej konkurencji
- Tatiana Okupnik – polska piosenkarka, była wokalistka zespołu Blue Café
- Tatjana Owsijenko – rosyjska piosenkarka.
- Tatjana Połnowa – rosyjska lekkoatletka.
- Tacciana Puczak – białoruska tenisistka.
- Tatjana Samojłowa – radziecka aktorka.
- Tatiana Sorokko – rosyjsko-amerykańska modelka, kolekcjonerka haute couture i dziennikarka.
- Tatjana Szczełkanowa – radziecka lekkoatletka.
- Tatjana Tołstoj
- Tatjana Tot´mianina
- Tetiana Wodopjanowa
- Tetiana Wołosożar
- Tacjanna Wysocka